# Helmut Recknagel
Helmut Recknagel (n. 20 martie 1937, Steinbach-Hallenberg, Turingia, Germania) este un săritor cu schiurile ce a reprezentat Germania, medaliat olimpic. A participat la 2 ediții ale Jocurilor Olimpice (1960, 1964) în care a câștigat o medalie de aur.